# Peklo u Nového Města nad Metují
Peklo u Nového Města nad Metují je přírodní rezervace poprvé vyhlášená roku 1977 o rozloze 319,89 ha. Další vyhlášení je datováno 1. srpna 1997. Tato vyhláška Okresního úřadu v Náchodě byla zrušena 24. března 2014 novým nařízením Královéhradeckého kraje k zřízení přírodní rezervace Peklo. Rezervace je zároveň zařazená do národního seznamu evropsky významných lokalit soustavy Natura 2000. 
Nachází se u hranic s Polskem mezi Novým Městem nad Metují, Náchodem a Českou Čermnou v okolí soutoku řek Metuje a Olešenky. Je charakterizováno převážně lesními porosty s květnatými jedlovými bučinami a charakteristickou suťovou javořinou. Díky členitému reliéfu jsou zde bohaté submontánní a montánní druhy rostlin. Nalezneme zde řadu chráněných a zvláště chráněných rostlin i vzácných obojživelníků a plazů, například mloka skvrnitého, čápa černého, včelojeda lesního a mnoho dalších.

## Lokalita
Přírodní rezervace Peklo se nachází v podhůří Orlických hor, ve vzdálenosti přibližně 6 km od Nového Města nad Metují a nadmořské výšce 305 až 560 metrů. Jde o rozsáhlé území tvořené zařízlými (epigenetickými) údolími Metuje a jejího levostranného přítoku Olešenky. V místě jejich soutoku leží stejnojmenná osada Peklo. Údolí je orientováno ve směru severovýchod–jihozápad. Přilehlé skalní svahy obsahují množství skalních útvarů a balvanových moří s převýšením až 200 m. Jedná se o říční fenomén s dosavadním zastoupením původních a přírodě blízkých společenstev suťových lesů a bučin s množstvím zvláště chráněných druhů živočichů a rostlin. Nejspíš je to zásluhou i toho, že Metuje i Olešenka mají stále velmi přírodní charakter tvořený štěrkovými a kamennými koryty s velkým spádem a peřejnatým charakterem. Můžeme zde dokonce najít i štěrkové náplavy porostlé vegetací. Toto vše dodává tomuto údolí velký ekologický význam.
Dle pověstí se jedná o údolí přízraků. Byl zde údajně spatřen bezhlavý kůň, bludičky, či velký ohnivý sud, kutálející se z kopce. Tento sud pokaždé narazil na kámen, rozpadl se a vyletěl z něj ohnivý kohout. I čarodějnice se zde údajně scházely ke svým obřadům.

## Historie
Původně se na tomto území mimo jiné nacházel mlýn v majetku Josefy Novákové, ten od ní ale odkoupil továrník Josef Bartoň z Dobenína, majitel novoměstského zámku. Roku 1910 jej nechal přestavět v secesním stylu architektem Dušanem Jurkovičem na výletní restauraci zvanou Bartoňova útulna.
Alois Jirásek situuje do Pekla děj své povídky V Pekle. Po napsání této Jiráskovy povídky byl v Pekle nad Bartoňovou útulnou postaven pomník Ženichův hrob. Jako kulisa se Peklo objevilo například ve filmech Musíme si pomáhat režiséra Jana Hřebejka či Smrt talentovaného ševce režiséra Jana Schmidta podle stejnojmenného románu Václava Erbena.
První pokusy o ochranu pocházejí již z 30. let 20. století a týkaly se ochrany lesů. Během dalších let proběhly neúspěšné pokusy o ochranu či zařazení údolí do státní přírodní rezervace. Až 1. srpna 1997 byla zřízena přírodní rezervace.

## Přírodní poměry

### Geomorfologie
Peklo je součástí Orlické oblasti, přesněji pak Náchodské vrchoviny a její Ohnišovské pahorkatiny a Sedloňovské vrchoviny. Svahy jsou tvořeny rozmanitými kamennými útvary s rozdílným původem a stářím, od třetihorních žokovitých balvanů přes skály typu tor po čtvrtohorní mrazové sruby, suťová pole, svahové úpady či balvanová moře a proudy. Ve čtvrtohorách se zde objevily i tvary modelované sněhem a ledem: nivační sníženiny či kryoplanační terasy. Kozí hřbet (564 m) je významným bodem v údolí Olešenky.

### Geologie a pedologie

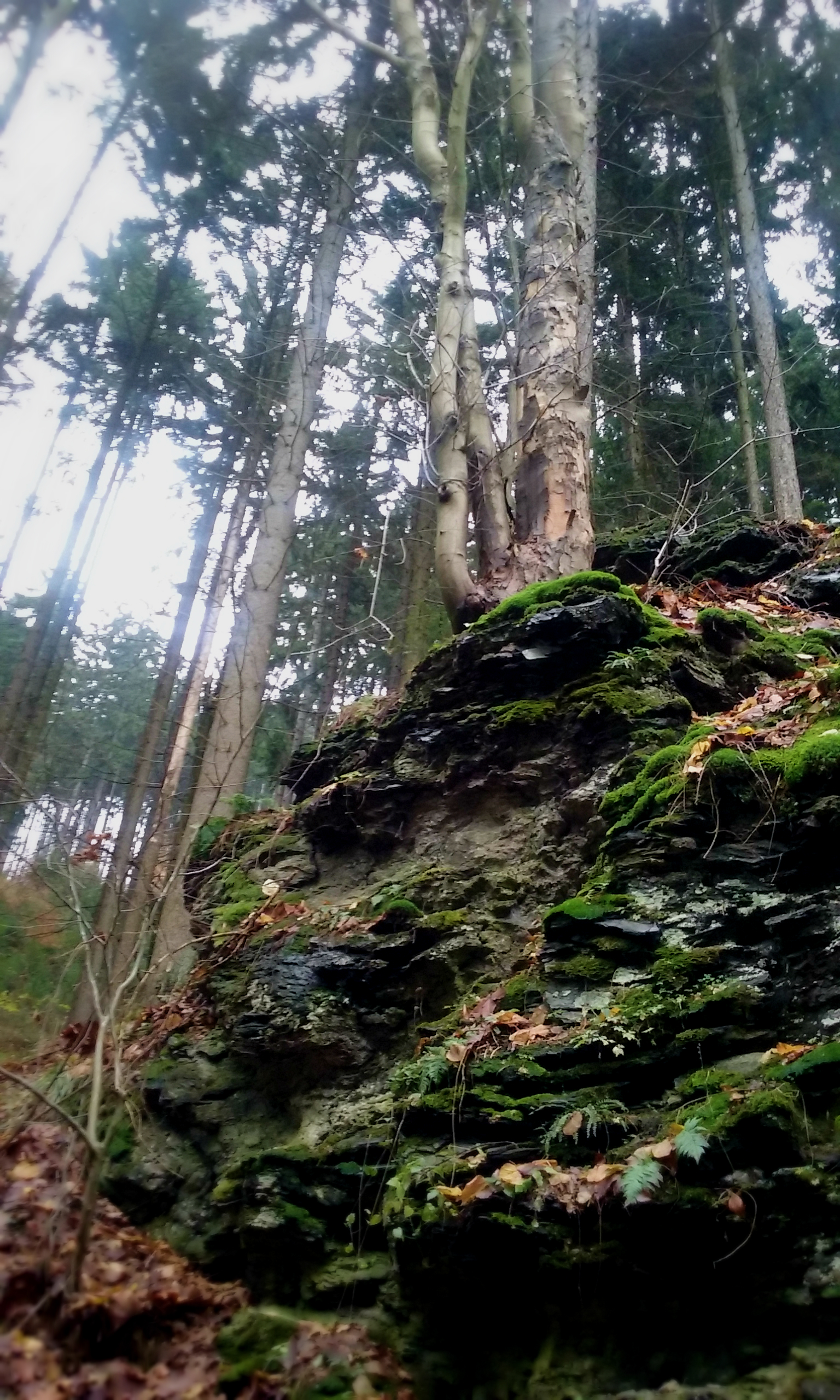
Skalní vegetace

Podkladem jsou novoměstské fylity – proterozoické přeměněné horniny s částečným zastoupením granodioritů a permských sedimentů. Severovýchodní část je tvořena převážně granodiority novohrádeckého masivu a červeně zabarvenými sedimenty prvohorního stáří. V řečišti Olešenky a na skalnatých útvarech ve svazích Kozího hřbetu můžeme najít hrubozrnný narůžovělý granodiorit v podobě velkých balvanů. Druhohorní horniny, tedy horniny spodního turonu můžeme nalézt podél západního okraje lokality v horní části svahu údolí Metuje, jedná se hlavně o slínovce a jejich směsi s jehlicemi hub (opuky). Působením vlhkého a teplého klimatu během třetihor se zde můžeme setkat s žokovitými balvany, a izolovanými skalami typu tor. Čtvrtohorní sedimenty jsou převážně v úzkém lemu fluviálních štěrků a písků podél řek. Celé území je tedy charakteristické rozmanitostí georeliéfu, to je způsobené rozdílnými klimatickými podmínkami během třetihor a čtvrtohor. Lesní půda je převážně typu kambizemě, v případě květnatých bučin se jedná o mezotrofní kambizemě, u bikových bučin o oligotrofní kambizemě a u smrkových porostů jsou charakteristické podzolové (dystrické) kambizemě.

### Hydrologie

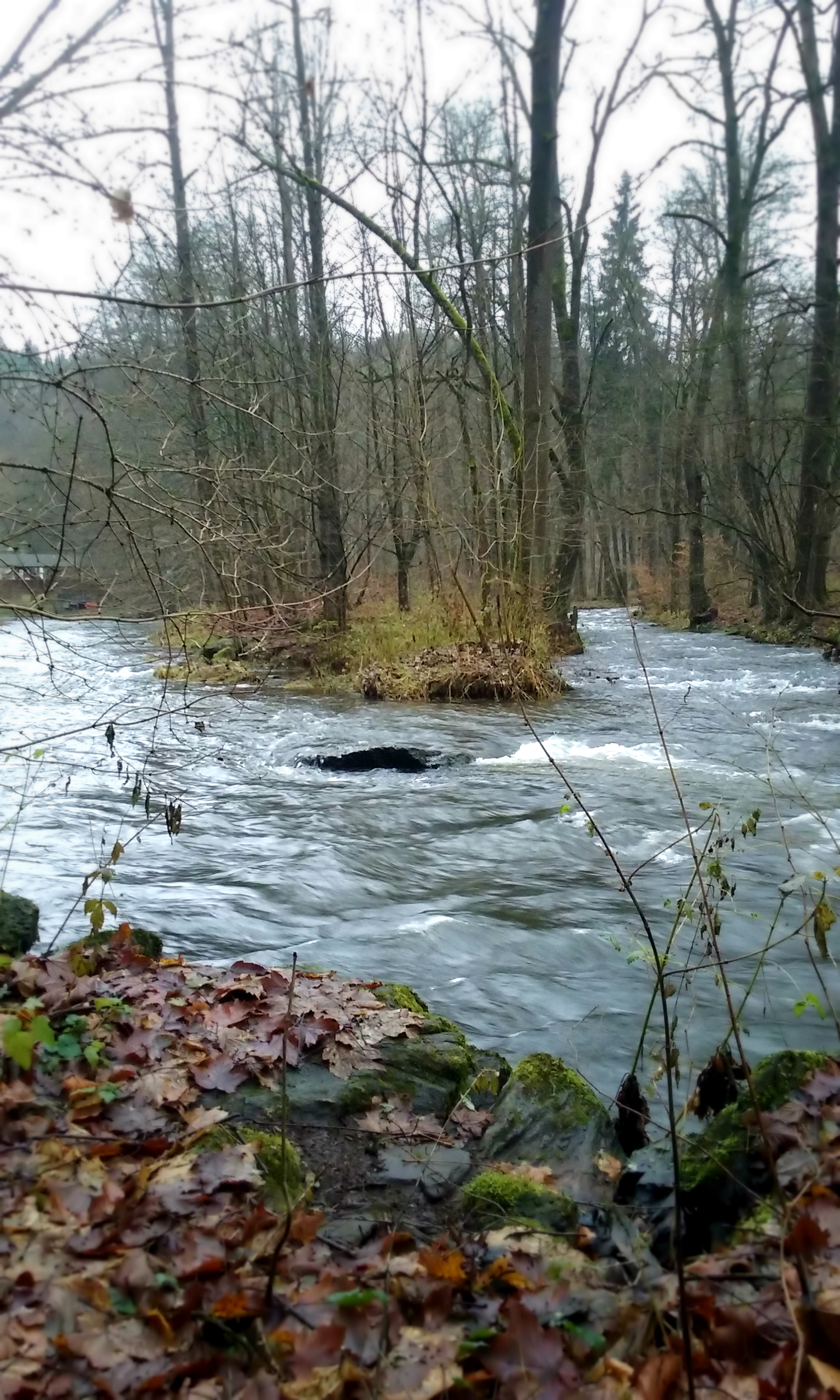
Soutok Metuje a Olešenky

V této lokalitě se nacházejí dva významnější toky, Metuje a její levostranný přítok Olešenka, přičemž oba formují hluboké údolí, ve kterém se Peklo nachází. Toky mají převážně přírodní ráz s velkým spádem a peřejnatým charakterem. Koryta toků jsou štěrkovitá a kamenitá. V Metuji můžeme nalézt mohutné balvany, skalní útvary či výjimečně i štěrkové náplavy porostlé vegetací. Řeky velmi ovlivňují mikroklima této rezervace. Například Kopecký (1957) uvedl, že rozdíl minimálních teplot mezi údolím Metuje a vrcholem „U koníčka“ činí za jistých podmínek v noci až 6,5 °C.

### Klimatologie
Podle Quita (1971) se Peklo řadí do oblasti MT7, tedy oblasti s normálně dlouhým, mírným až mírně teplým létem, s krátkým přechodným obdobím, mírným jarem, mírně teplým podzimem a zimou normálně dlouhou, mírně teplou suchou až mírně suchou s krátkým obdobím se sněhovým pokryvem a do oblasti MT5 s normálním až krátkým létem, popřípadě mírným až mírně chladným, suchým až mírně suchým, přechodným obdobím normálním až dlouhým, mírným jarem a podzimem, zimou normálně dlouhou, mírně chladnou, suchou či až mírně suchou a normální či až krátkou sněhovou pokrývkou.
Průměrný měsíční úhrn srážek během roku činí 661 mm a průměrné měsíční teploty během roku 7,3 ⁰C.

### Flora

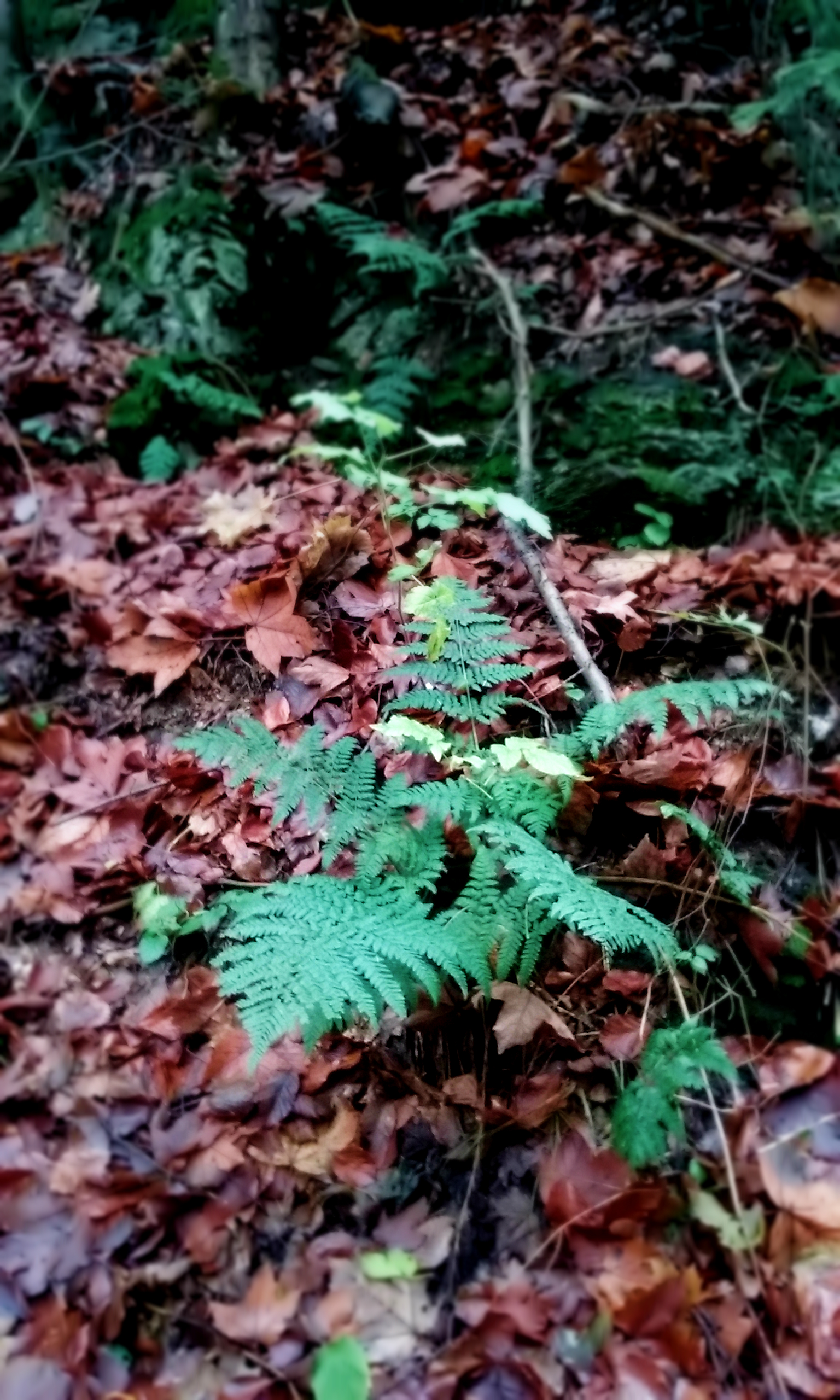
Kapradina

Peklo je tvořeno převážně přírodními biotopy s vegetací ovlivněnou abiotickými faktory. Těmi jsou geologický substrát – novoměstské fylity a příkré svahy, orientace ke světovým stranám a členitý reliéf zahloubeného údolí obou řek. Nejrozsáhlejší porosty můžeme nalézt pod Koníčkem a na lokalitě jménem Pecinka.

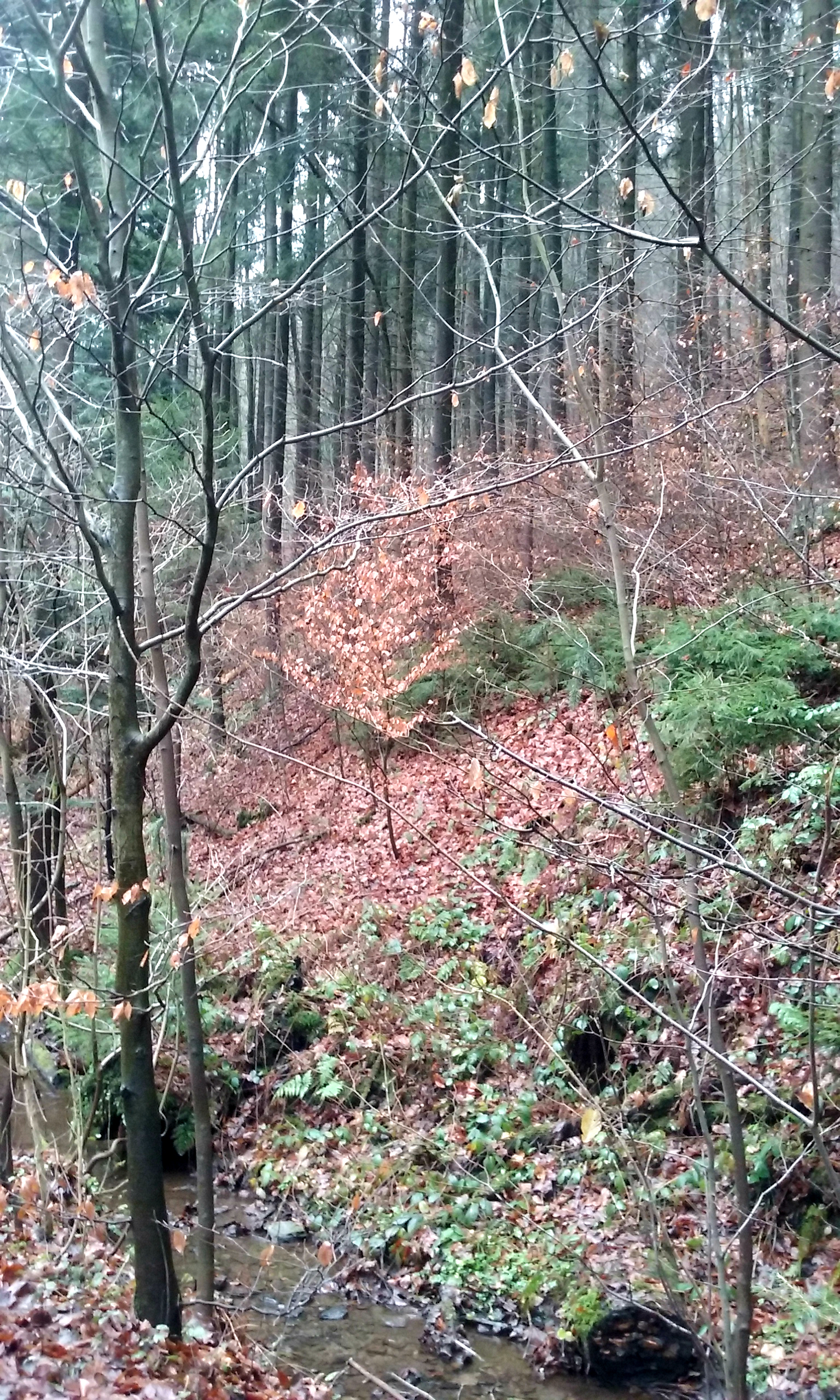
Smíšený les

Co se týká významných druhů rostlin, můžeme zde vidět jedli bělokorou (Abies alba), udatnu lesní (Aruncus vulgaris), jilm menší (Ulmur minor), jilm drsný (Ulmus glabra), jmelí bílé (Viscum album), které je vázáno na jedli bělokorou (Avies alba).
Květnaté bučiny jsou na většině území přeměněny na smíšené porosty, případně jehličnaté monokultury. Zbylá místa, kde se tyto bučiny vyskytují, jsou převážně na úpatí svahů obou řek a můžeme zde spatřit například lilii zlatohlavou (Lilium marrtagon).
Suťových lesů je zde daleko méně než bučin, ale patří také k velmi významným (společně s acidofilními bučinami a vegetací silikátových skal). Jelikož se nacházejí na strmých kamenitých svazích, jsou málo ovlivněny lidskou činností. Ve stromovém patře převažuje javor klen (Acer pseudoplatanus) a dále zde můžeme viděl javor mléč (Acer platanoides), buk lesní (Fagus sylvatica), habr obecný (Carpinus batulus) a mnoho dalších. Z bylin je to papratka samičí (Athyrium filix-femina) či třtina rákosovitá (Calamagnrostis arundinacea).
Skály zde vytvářejí velmi variabilní prostředí díky mikroklimatickým podmínkám s mnohými mozaikami (vlhké skály s mechorosty a kapradinami, vegetace slunných skal, vegetace balvanových a suťovým moří apod.). Na pravém břehu Metuje můžeme ve skalách nalézt například silně ohroženou kapradinu Braunovu (Polystichum braunii) nebo kapradinu laločnatou (Polystrichum aculeatum), která je uvedena v červeném seznamu ČR.
Hlavním biotopem jsou acidofilní bučiny, které jsou díky heterogenitě podmínek velmi variabilní. Vyskytují se převážně v jihozápadní části Metuje či jihovýchodní části údolí Olešenky. Z důsledků lesnického hospodaření mají hlavní podíl jehličnanů a to převážně smrku ztepilého (Picea abies), je ale pravdou, že ten se zde původně vyskytoval i přirozeně, ovšem jen vzácně a to díky poloze údolí a návaznosti na Orlické hory. Dalším přirozeným reliktem je zde i borovice lesní (Pinus sylvestris) a to na skalních stanovištích. I přes ohrožení zvěří, se v mnohých podrostech často nachází bukové zmlazení, výjimečněji i zmlazení jedle bělokoré (Abies alba).
Bylinné patro je velmi variabilní, někdy až chybí. Nejčastějšími bylinami jsou bika bělavá (Luzula luzuloides), věsenka nachová (Prenanthes purpurea), metlička křivolaká (Avenella flexuosa) a mnohé další. V nivních polohách byly zaznamenány bledule jarní (Leucojum vernum), sněženka podsněžník (Galanthus nivalis), zvonek širokolistý (Campanula latifolia), rožec hajní (Carestium lucorum), podbílek šupinatý (Lanthraea squamaria) apod. Louky na pravém břehu Olešenky jsou významné výskytištěm kriticky ohroženého vstavače osmahlého (Orchis ustulata) a ohroženého vstavače mužského (Orchis mascula).
Stinné a vlhké skály s mechorosty, slunné skály a vlhká balvanová a suťová moře jsou významným fenoménem. Skalní útvary poskytují velmi variabilní prostředí, může se jednat o suché skály bez plošek humusu, které jsou pak často bez vegetace cévnatých rostlin, či o skály s ploškami humusu, které naopak mohou mít vegetaci rozvinutou. Najdeme zde pak třeba osladič obecný (Polypodium vulgare), sleziník červený (Asplenium truchomanes), brusnici borůvku (Vaccinium myrtillus) a mnoho dalších.
K chráněným druhům rostlin zde patři kapradina hrálovitá (Polystichum lonchitis) – kriticky ohrožený druh, kapradina plevinatá (Polytrichum Braunii) – druh silně ohrožený, vstavač mužský (Orchis mascula) – druh silně ohrožený a druhy ohrožené, kterými jsou vranec jedlový (Huperzia selago), plavuň pučivá (Lycopodium annotinum), bledule jarní (Leucojum vernum), lilie zlatohlávek (Lilium martagon), měsíčnice vytrvalá (Lunaria rediviva), prstnatec májový (Dactylorhiza majalis), vemeník dvoulistý (Platanthera bifolia), pampeliška bahenní (Taraxacum sect. Palustria). Z obojživelníků se jedná o čolka velkého (Triturus cristatus) – kriticky ohrožený, druhy silně ohrožené – čolka horkého (Ichthyosaura alpestris), čolka obecného (Lissotriton vulgaris), mloka skvrnitého (Salamandra salamandra). U plazů se to týká užovky hladké (Coronella austriaca) – kriticky ohrožené, ještěrky obecné (Lacerta agilis) – silně ohrožené. A z ptáků to jsou silně ohrožené druhy – holub doupňák (Columba oenas), čáp černý (Ciconia nigra), lejsek malý (Ficedula parva), krahujec obecný (Accipiter nisus), druhy ohrožené – výr velký (Bubo bubo), jestřáb lesní (Accipiter gentilis), lejsek šedivý (Muscicapa epulata), ťuhýk obecný (Lanius collurio), krkavec velký (Corvus corax), ořešník kropenatý (Nucifraga caryocatactes), krkavec velký (Corvus corax). A ze savců silně ohrožený rejsek horský (Sorex alpinus) a ohrožený plch velký (Glis glis). Oblast spravuje Agentura ochrany přírody a krajiny ČR.
- Jedle bělokorá
- Udatna lesní
- Jilm horský
- Jmelí bílé
- Lilie zlatohlavá
- Kapradina hrálovitá
- Vstavač mužský
- Vranec jedlový
- Prstnatec májový
- Plavuň pučivá

### Fauna
Nalézt zde můžeme také významné druhy živočichů, z obratlovců jsou to například klínatka rohatá (Opjigomphus cecilia), lišaj pupalkový (Proserpinus proserpina), modrásek bahenní (Maculinea nausithous), svižník Cindela sylvicola, střevlík Carabus irregularis a mnoho dalších.
Jako hnízdící ptáky zde můžeme spatřit výra velkého (Bubo bubo), čápa černého (Ciconia nigra), kulíška nejmenšího (Galucidium passerinum), holuba doupňáka (Columba oenas), včelojeda (Pernis apivorus) apod.
Z obojživelníků lze jmenovat čolka horského (Triturus aplestris), ropuchu obecnou (Bufo bufo) a mloka skvrnitého (Salamandra salamandra).
Z plazů se zde nachází ještěrka obecná (Lacerta agilis), ještěrka živorodá (Zootoca vivipara), slepýš křehký (Anguis fragilis) a užovka hladká (Coronella austriaca).
Dále zde můžeme narazit na rejska horského (Sorex alpinus), vydru říční (Lutra lutra) a veverku obecnou (Sciurus vulgaris), kteří patří mezi chráněné druhy savců.
- Klínatka rohatá
- Lišaj pupalkový
- Modrásek bahenní
- Střevlíkovití
- Výr velký
- Kulíšek nejmenší
- Ještěrka obecná
- Slepýš křehký
- Vydra říční
- Veverka obecná

## Ochrana
Peklo je evropsky významnou lokalitou zařazenou v Natura 2000, IV. kategorií (řízená rezervace) podle IUCN. Jedná se o zvláště chráněné území a hlavním úkolem je ochrana unikátních přírodních jevů, utvářených kombinací lesů, skal, vodních stanovišť, a jejich zachování. Zde se jedná hlavně o sladkovodní toky svazu Ranunculion fluitantis a Callitricho–Bratrachion (chudá společenstva vodních makrofyt, osidlujících koryta tekoucích vod, nejčastěji tvořená rdesy, řasami, lakušníky a mechorosty nížinného až montánního stupně), silikátové sutě střední Evropy, silikátové skalnaté svahy s chasmofytickou vegetací, bučiny a lesy svazu Tilio-Acerion (skalní a suťové lesy s dominancí například javoru).
Na území Pekla můžeme najít i jednu z mála recentních lokalit výskytu šikouška zeleného (Buxbaumia viridis) v Královéhradeckém kraji.
Významným zásahem do geomorfologických poměrů byla výstavba silnice z Nového Města nad Metují pro potřeby obrany republiky roku 1937, ta později ovlivnila i rozrůstání osady Peklo a intenzivnější rekreační využívání. Dalšími negativními zásahy pak bylo další rozšiřování dopravní sítě, zornění některých travních porostů, intenzivní hnojení a meliorace, které se projevily eutrofizací původně na živiny chudých stanovišť, a znečištění obou toků.
Peklo je rozčleněno do několika honiteb a to i z důsledku negativního okusu zvěří, převážně muflony, ale i srnčí a černou zvěří.
Cílem novodobé péče o rezervaci je zabránit příliš urychlené obnově a tím tedy vzniku ploch nárostů a mlazin, aby byla zachována maloplošně skupinově bohatá vertikální, horizontální a druhová struktura porostů, včetně ponechávání starých, odumřelých a dožívajících dřevin, chránit živou i neživou přírodu v co možná nejsouvislejším areálu a zachovat přírodní jevy utvářené kombinací lesních, skalních a vodních stanovišť. Největšími problémy jsou necitlivé zásahy lesnického hospodaření, velikost sečí, okus zvěří a těžké prosazování vhodných dřevin přirozené skladby pro daná stanoviště.
Předmětem ochrany jsou i útvary neživé přírody a to právě žokovité balvany, skalní výchozy a suťová pole. Území je rozděleno na tři zóny ochrany. V první, nejcennější zóně, se s výjimkou likvidace lýkožrouta smrkového hospodaří bezzásahově. V druhé zóně převažují bučiny, v třetí pak méně hodnotné jehličnaté porosty.

## Turismus
Autobusem je nejvýhodnější dojet na zastávku Na Rychtě v Novém Městě nad Metují, ale autobusy jezdí i do ostatních okolní obcí. Některé roky je též provozována turistická autobusová linka přímo do Pekla, právě ze zastávky Nové Město nad Metují, Na Rychtě. Auto lze zaparkovat u restaurace Peklo (Bartoňova útulna), případně u vstupu do rezervace na rozcestí U Liščí Boudy. I přes velké turistické využívání území nemá turismus negativní dopad na území ani předměty ochrany. Nežádoucí jsou pouze velké sportovní akce.
Turismus se v Pekle začal rozvíjet již během 19. století. Vznikla zde i síť lesních cest a silnice z Nového Města nad Metují, vybudovaná původně v rámci výstavby hraničního opevnění v letech 1936–1938.

## Fotogalerie

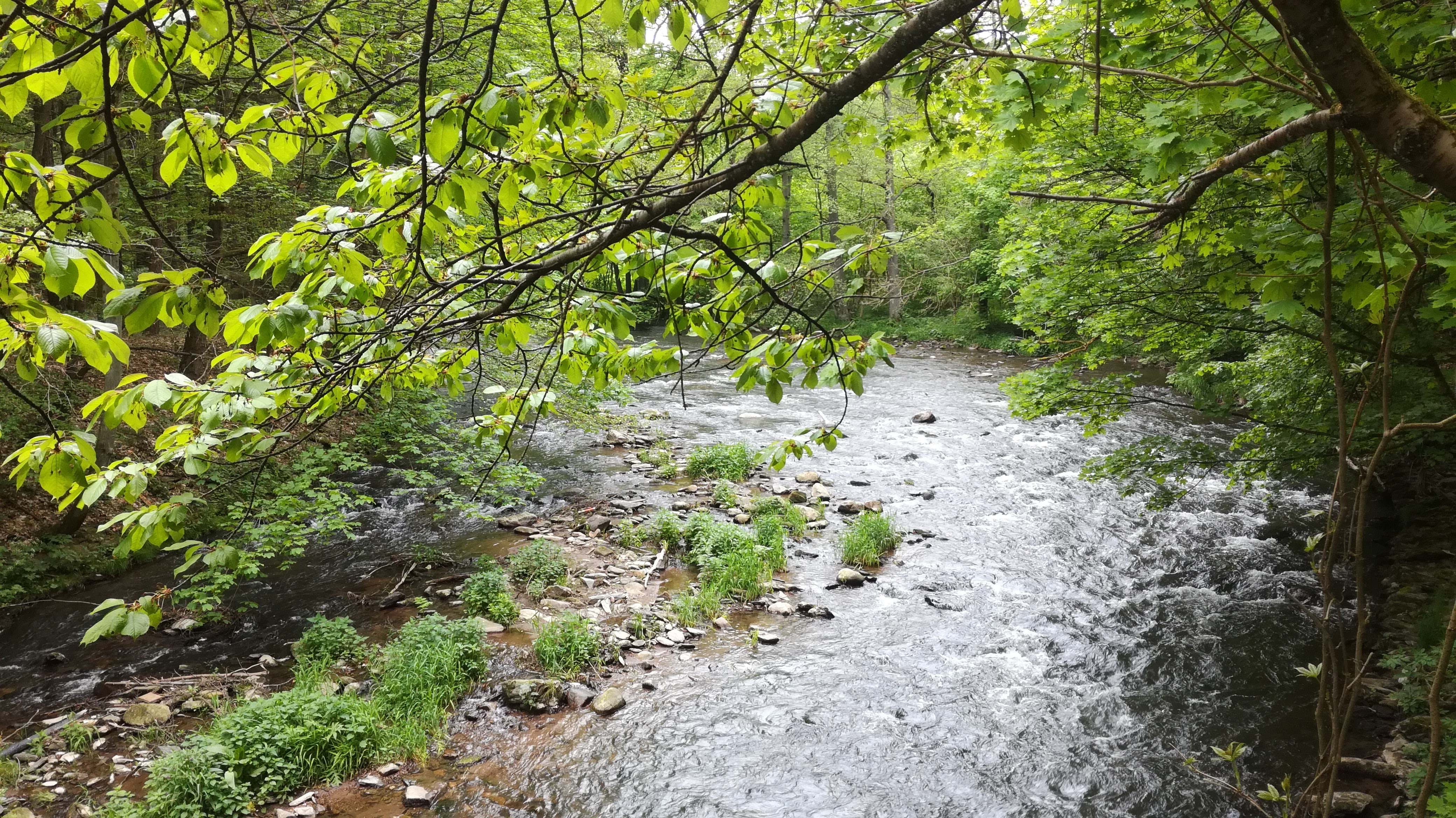
Metuje v Pekelském údolí
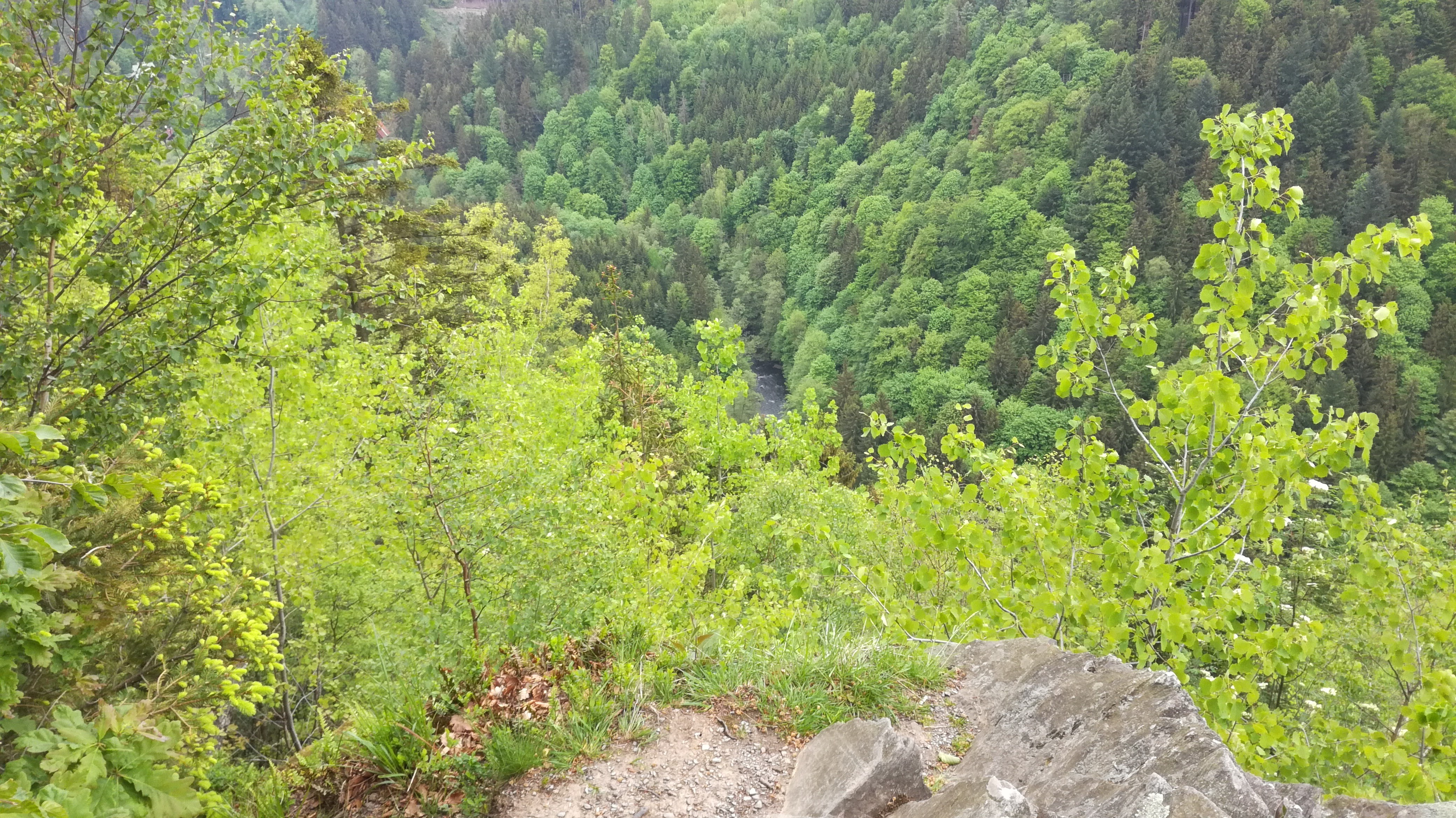
Pohled na Peklo z Koníčku (507 m n. m.)
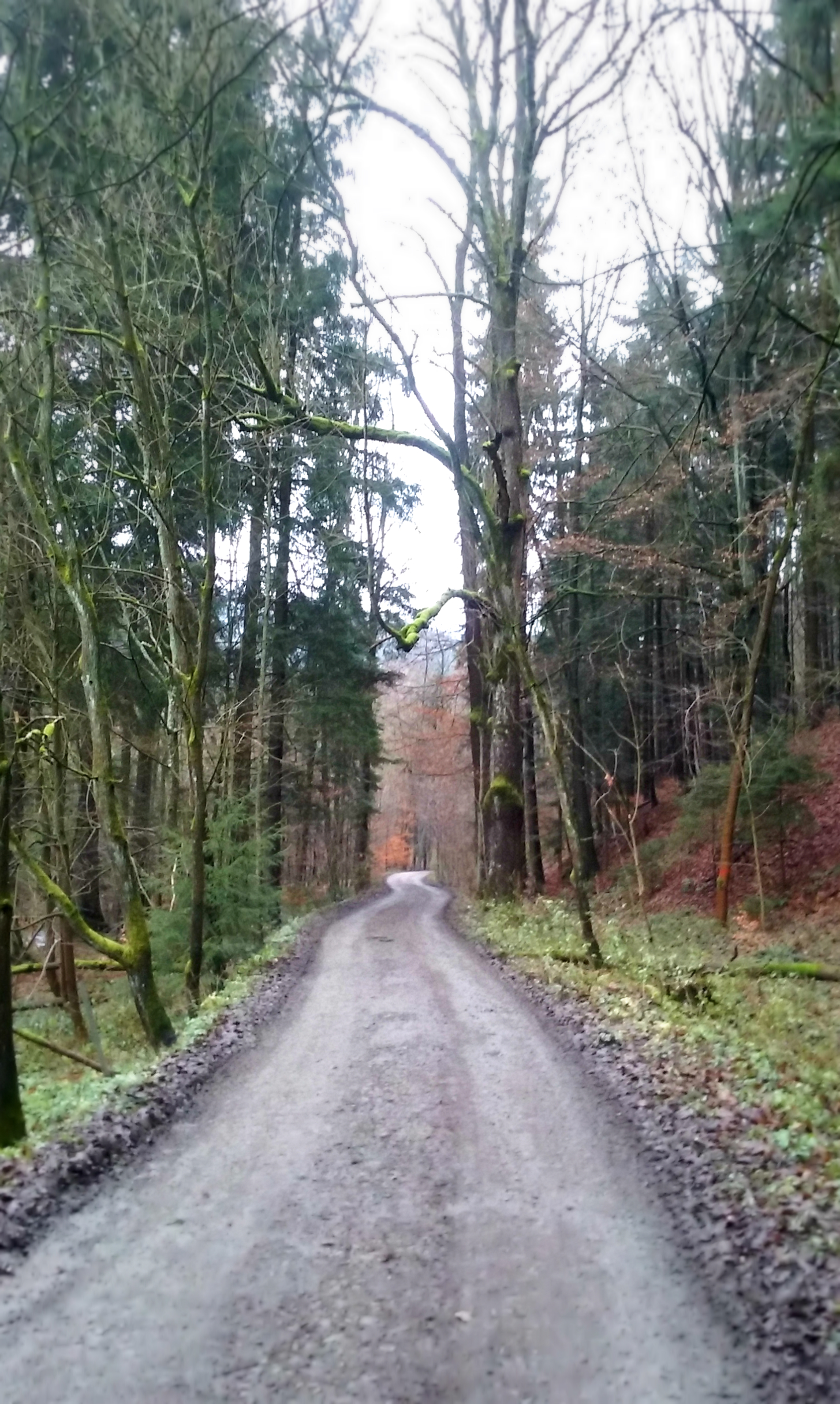
Cesta do Náchoda od Bartoňovy útulny lemovaná smíšeným lesem
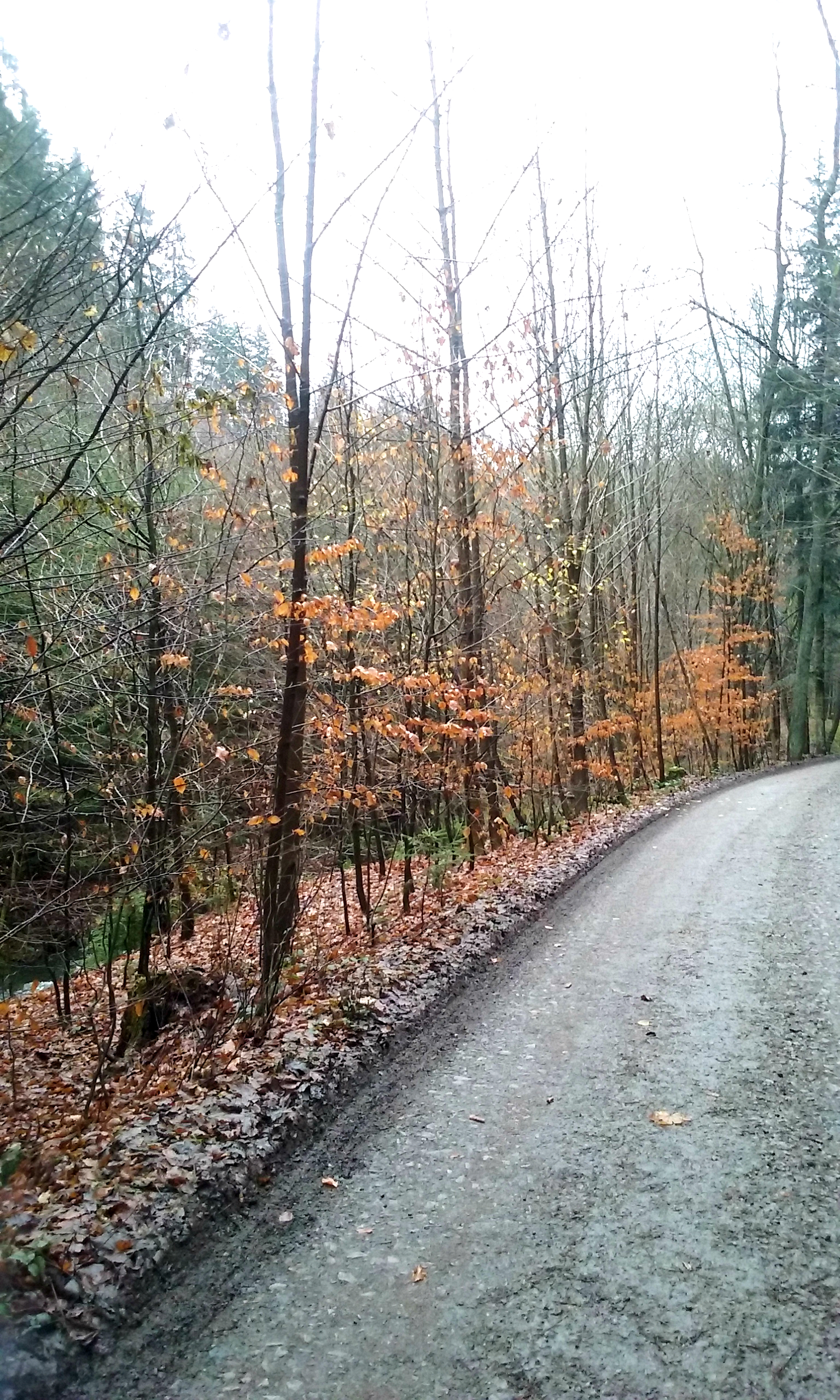
Cesta do Náchoda od Bartoňovy útulny lemovaná smíšeným lesem
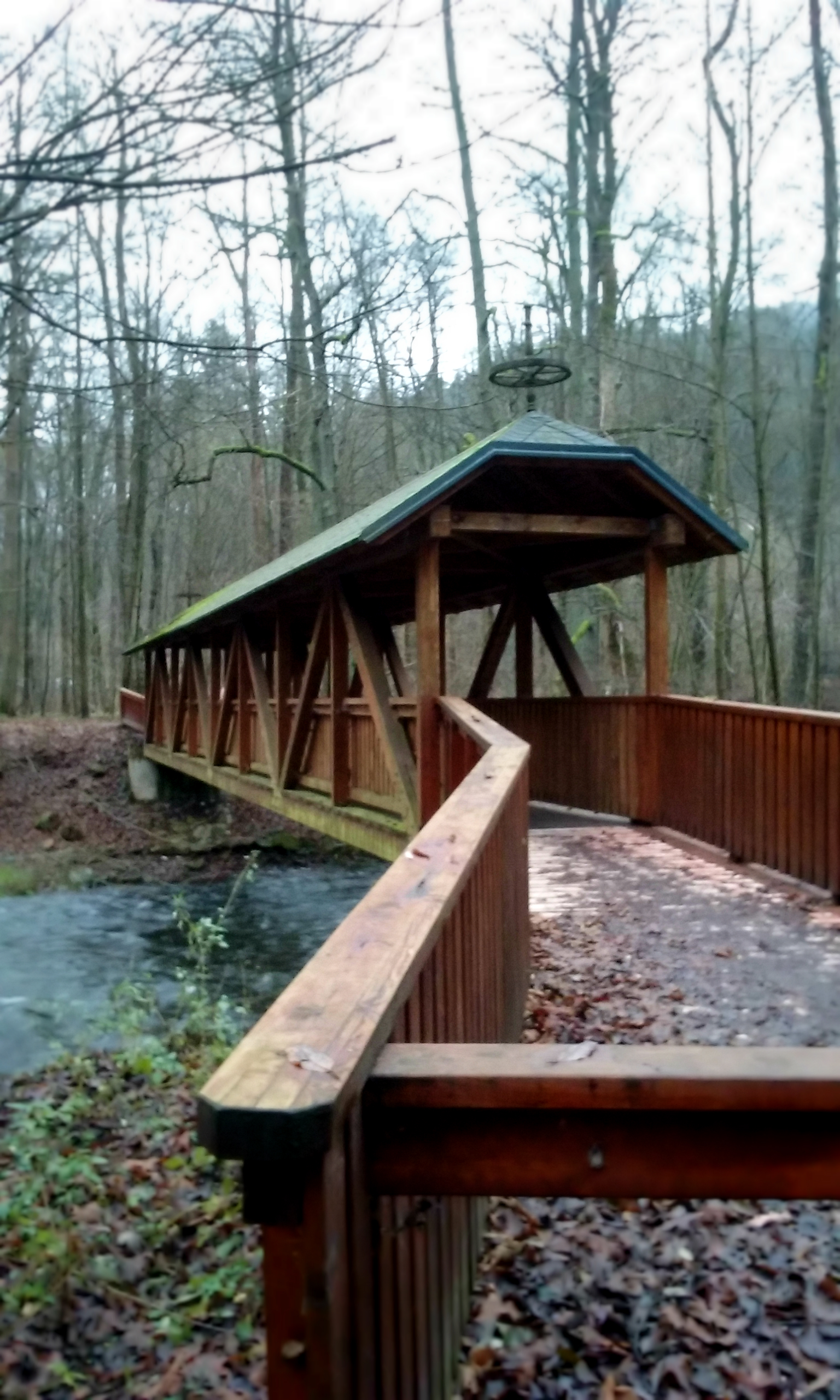
lávka vedoucí k soutoku Metuje a Olešenky
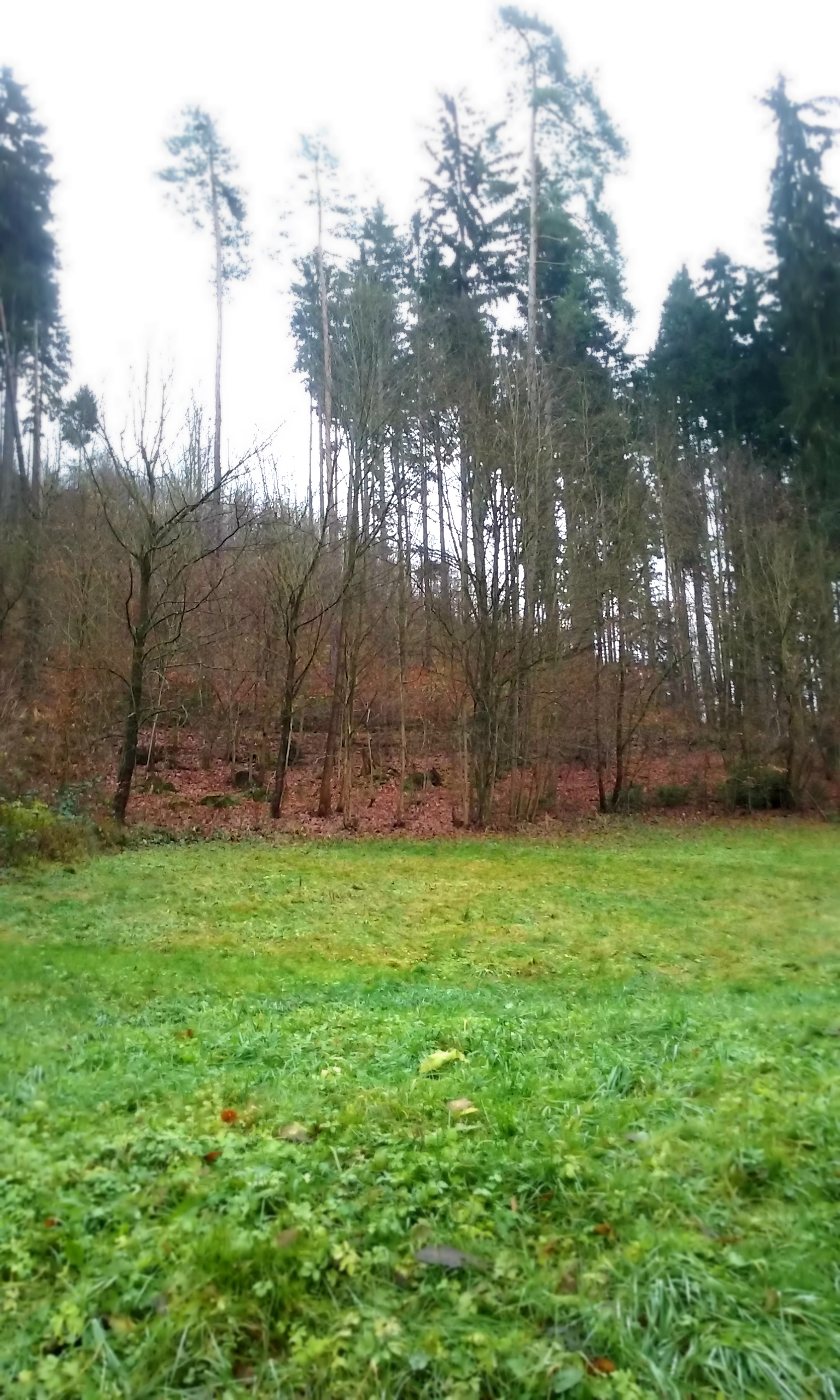
Podzimní louka Pekelského údolí
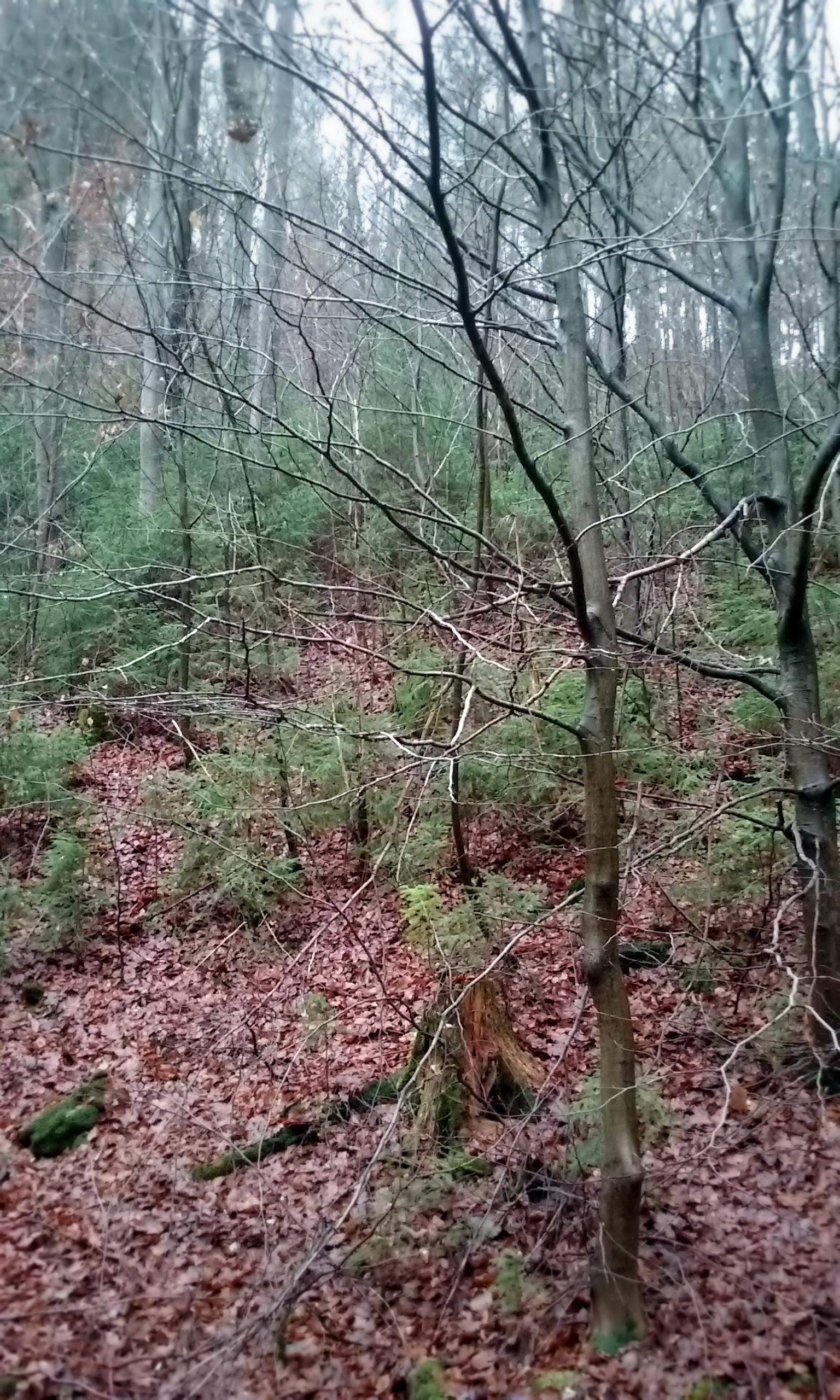
mladé jehličnany
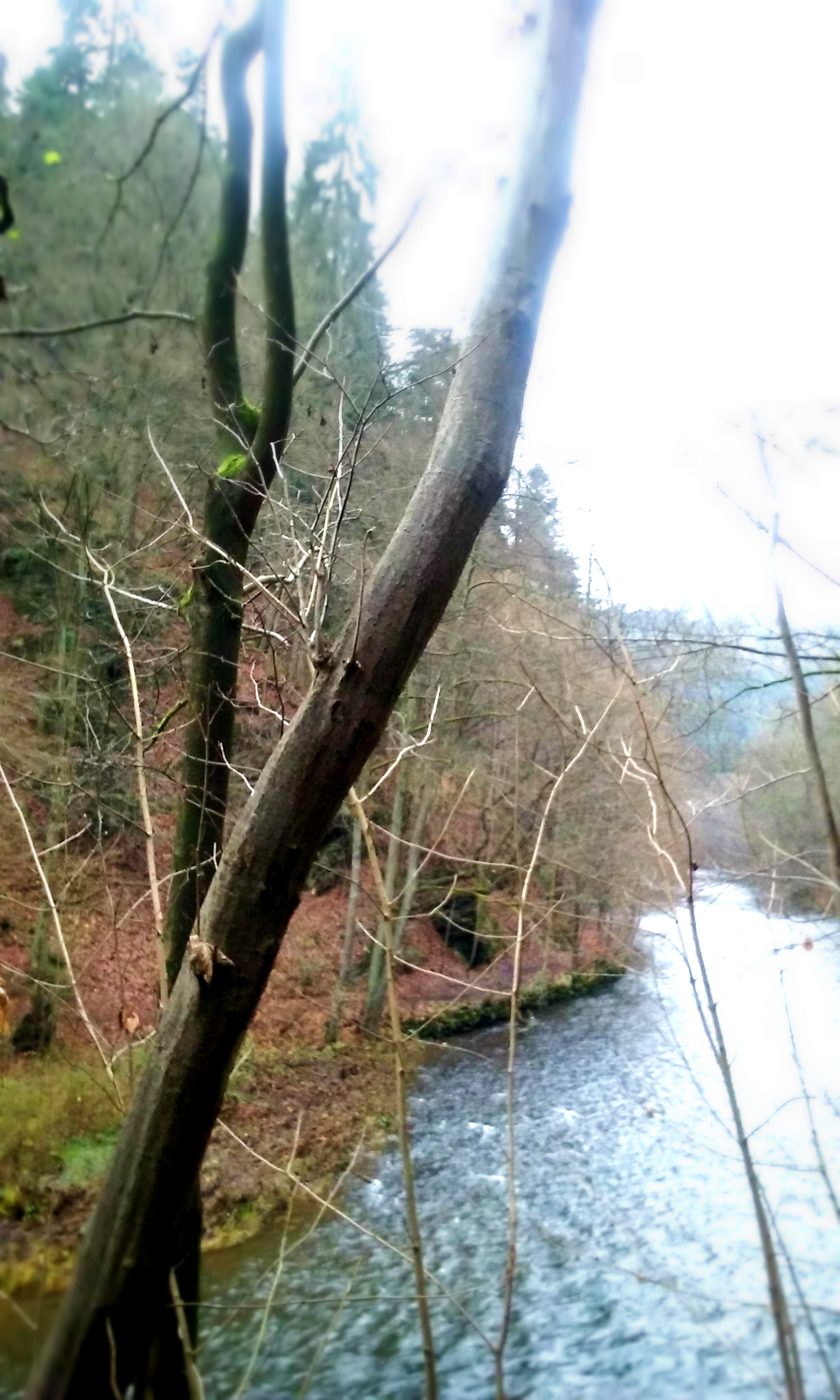
Metuje
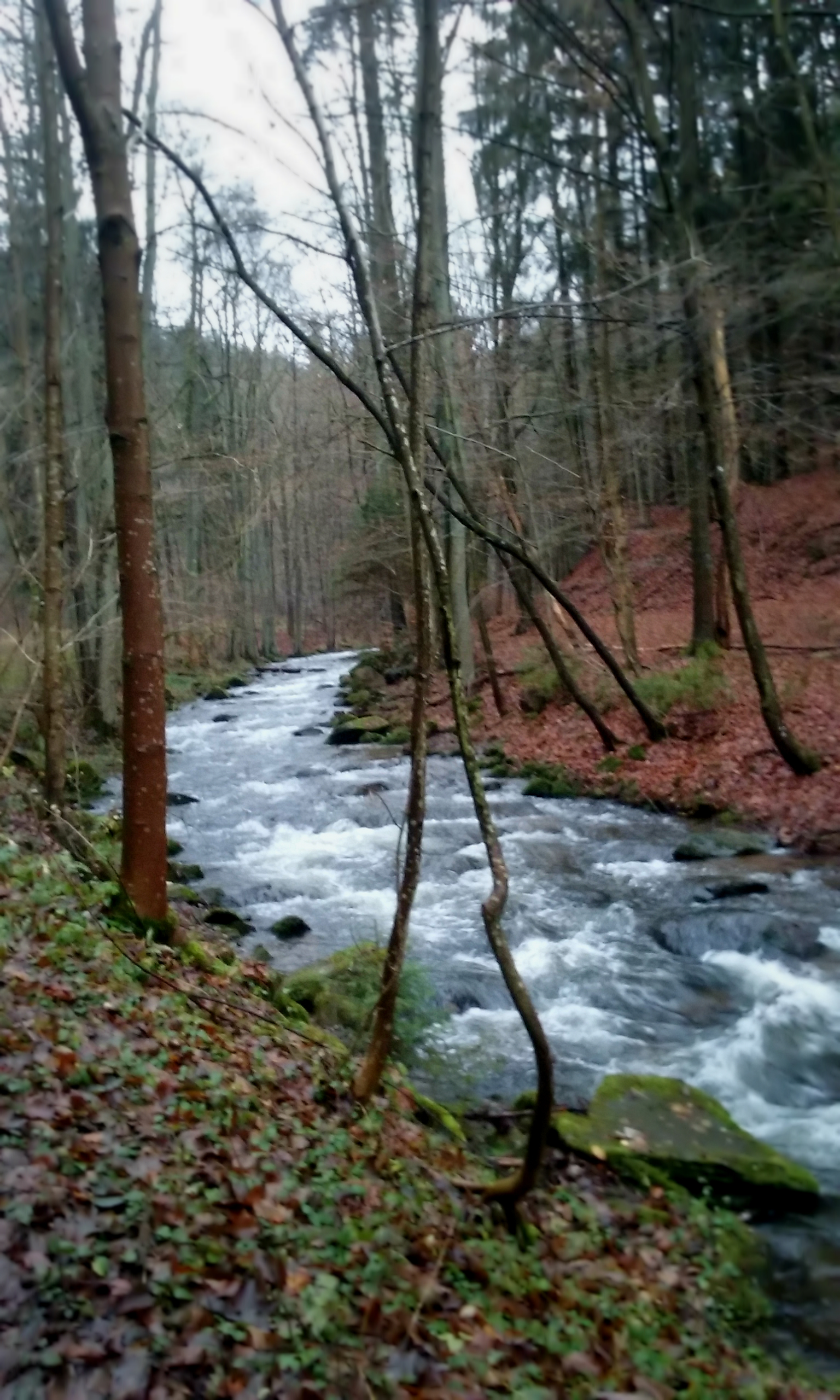
Metuje – peřeje
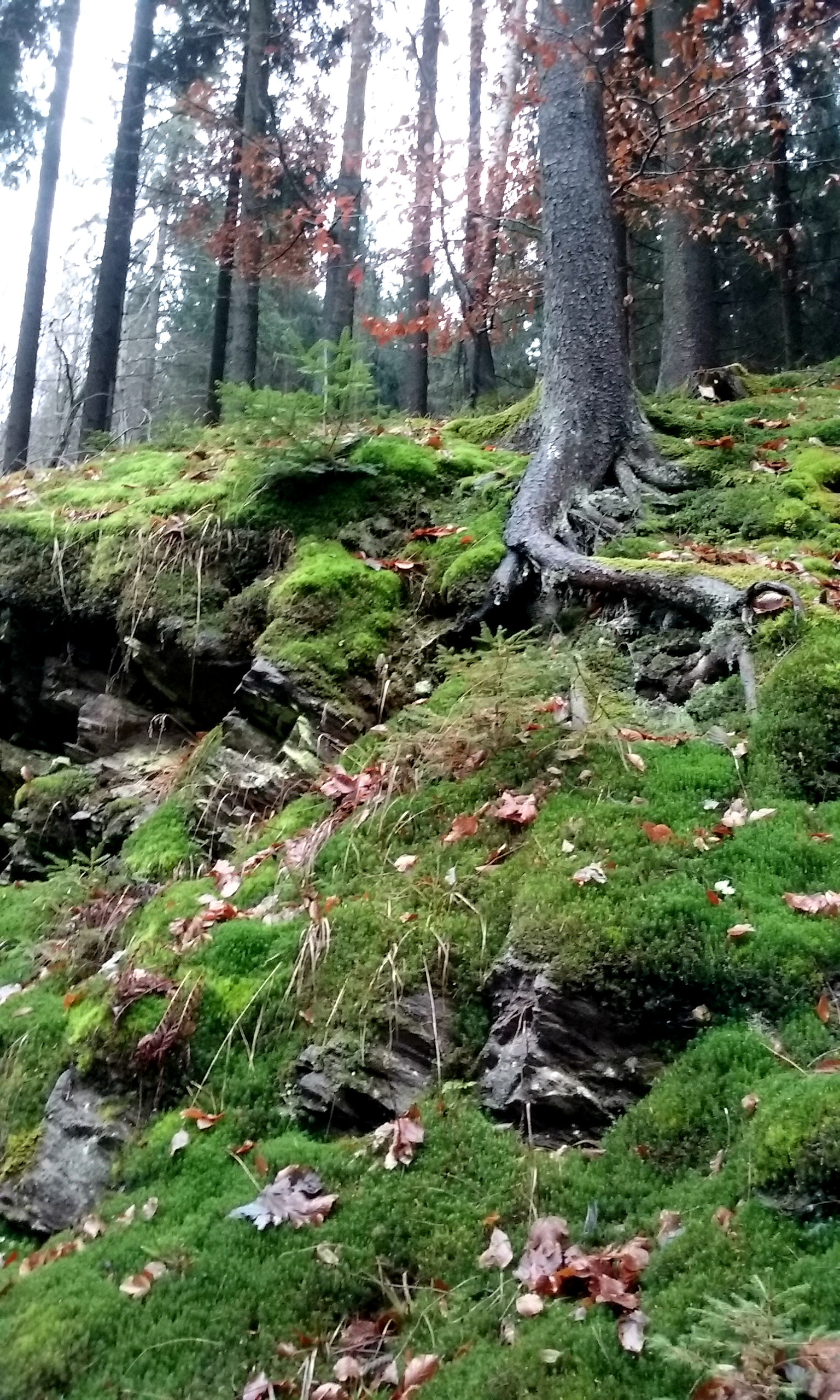
Skalní vegetace
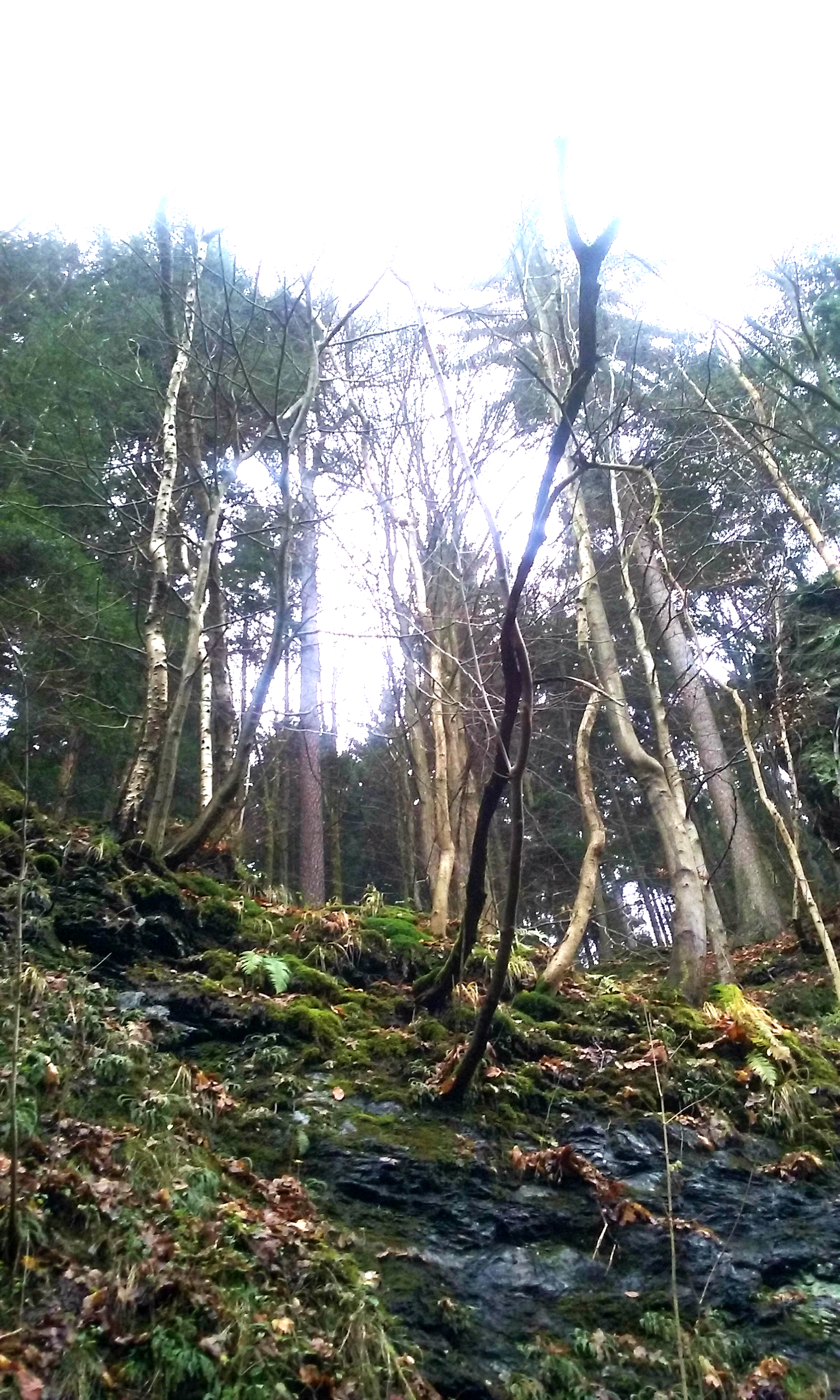
skalní vegetace